# 원시 말레이족
원시 말레이족(Proto-Malay)은 말레이 반도의 원주민(오랑 아슬리) 중 오스트로네시아어족 언어를 쓰는 이들을 가리키는 민족 분류이다. 더 넓은 의미로는 "1세대 이주 물결" 중에 말레이 반도와 말레이 제도에 처음 들어온 오스트로네시아 계통 이주민을 가리키는 말이다. 이들은 기원전 2500년에서 1500년 사이에 동남아시아 본토에서 배를 타고 말레이 반도와 말레이 제도로 이주해 온 것으로 추정되며, 현지에 먼저 살고 있던 세망족과 세노이족과 교류하며 이들의 문화를 받아들였다. 약 1천년 뒤에 비슷한 방식으로 새로 유입된 "현대 말레이족"(Deutero-Malay)과 구분하기 위해 "원시 말레이족"이라고 불린다.
말레이시아에서는 자쿤족(Jakun), 오랑 카낙(Orang Kanaq), 오랑 쿠알라(Orang Kuala), 오랑 라우트(Orang Laut), 오랑 슬레타르(Orang Selatar), 세멜라이족(Semelai), 테목족(Temoq), 테무안족(Temuan)이 원시 말레이족으로 분류된다.

## 같이 보기
- 오랑 아슬리
- 말레이족
- 믈라유 왕국